# Liosina granularis
Liosina granularis är en svampdjursart som beskrevs av Kelly Borges och Patricia R. Bergquist 1988. Liosina granularis ingår i släktet Liosina och familjen Dictyonellidae.
Artens utbredningsområde är havet utanför Papua Nya Guinea. Inga underarter finns listade i Catalogue of Life.